# Kapitola první: Klub Hellfire
Kapitola první: Klub Hellfire  (v anglickém originále Chapter One: The Hellfire Club) je 1. díl 4. řady amerického hororového seriálu Stranger Things. Scénář napsali a díl režírovali bratři Matt a Ross Dufferovi. Kvůli pandemii covidu-19 bylo datum vydání odkládáno. Měl premiéru dne 27. května 2022 na Netflixu společně s první částí čtvrté řady (prvních sedm dílů z devíti).

## Děj
V retrospektivě z roku 1979 se doktor Martin Brenner chystá do své práce v Hawkinské laboratoři. Experimentuje zde na několika dalších dětech, které mají nadpřirozené schopnosti. Chlapce Desítku testuje ve zvláštní místnosti. Ten však díky svým schopnostem zjistí, že doktorka Ellisová a Šestka jsou mrtví, načež jsou vyraženy dveře do místnosti, což Brennera zraní a Desítku zabije. Brenner se probudí a vydá se do Duhové místnosti, během níž narazí na většinu mrtvých dětí a strážců. Spatří zakrvácenou Jedenáctku, což Brennera přesvědčí, že je za masakr zodpovědná ona.
Šest měsíců po událostech v obchodním domě Starcourt se Jedenáctka, Will Byers, Jonathan Byers a Joyce Byersová přestěhovali do Kalifornie, kde Jedenáctka bojuje se ztrátou svých schopností a zároveň je šikanována ostatními studenty. Jednoho dne Joyce poštou obdrží porcelánovou panenku z Ruska. Kontaktuje Murrayho Baumana, který ji varuje, že panenka by mohla obsahovat výbušninu či štěnici. Joyce panenku rozbije a objeví v ní ukrytý vzkaz, který odhalí, že Hopper žije.
V Hawkinsu nyní navštěvují střední školu Mike Wheeler, Dustin Henderson, Lucas Sinclair a Max Mayfieldová. Mike, Dustin a Lucas se přidali ke klubu Hellfire, spolku hrajícího Dungeons & Dragons, který vede Eddie Munson. Lucas se také přidal k basketbalovému týmu a snaží se najít si čas mezi oběma koníčky. Zjistí však, že jejich mistrovský zápas se hraje ve stejný večer, kdy končí Eddieho Dungeons & Dragons kampaň. Obě aktivity probíhají současně, Erica i Lucas rozhodnou o vítězství svých týmů. Max mezitím bojuje se ztrátou svého nevlastního bratra Billyho a často navštěvuje výchovnou poradkyni, paní Kellyovou. Chrissy Cunninghamovou, studentku z týmu roztleskávaček, pronásledují vize její rodiny a tikající kyvadlové hodiny. Té noci je Max svědkem toho, jak Eddie a Chrissy společně přijíždějí do Eddieho přívěsu. Při nákupu drog od Eddieho Chrissy posedne a zabije humanoidní tvor z jejích vizí.

## Vydání
Týden před premiérou této epizody byl na YouTube zveřejněn osmiminutový klip – pocházející ze začátku tohoto dílu – ukazující masakr v Hawkinské laboratoři. Vzhledem ke střelbě na Robb Elementary School v Texasu byl klip ze serveru YouTube stažen kvůli jeho zaměření na bezbranné děti.

## Kritika
Na serveru Rotten Tomatoes má Klub Hellfire hodnocení 100 % na základě 5 recenzí s průměrným hodnocením 7,6/10.
Paul Dailly z webu TV Fantastic udělil epizodě 4,5 z 5 hvězdiček s komentářem: „Zpočátku se mi nelíbilo, že se postavy rozešly, protože mi to připadalo jako nucený vývoj, který má vyprávět různé příběhy. Po zhlédnutí Kapitoly první: Klubu Hellfire je scénář stejně dobrý jako dříve a postavy se vyvíjejí způsobem, který jsem dosud nepovažoval za možný. (…) V tomto seriálu jsme byli svědky několika bláznivých zvratů, takže z tohoto děsivého setkání [Eddie Munson] možná vyvázne bez úhony.“
Novináři, kteří viděli první díl s předstihem, mj. popsali díl jako „temnější, dospělejší, se silnou atmosféru strachu“. Oceňují také, že je zde více prostoru pro postavy.

### Ocenění
Web TVLine vyhlásil Josepha Quinna (představitel Eddieho Munsona) za jeho výkon v této epizodě Performerem týdne.